# Cáceres (comarca)
A Comarca de Cáceres é uma comarca da Espanha, situada na parte meridional da província de Cáceres, comunidade autónoma da Estremadura. Tem 3 730,4 km² de área[carece de fontes?] e em 2019 tinha 130 696 habitantes (densidade: 35 hab./km²).

## Municípios da comarca
| Município [a]            | Área (km²) | População (2021) | Densidade (hab./km²) | Mancomunidade       |
| ------------------------ | ---------- | ---------------- | -------------------- | ------------------- |
| Alcuéscar                | 108,9      | 2 486            | 22,8                 | Serra de Montánchez |
| Aldea del Cano           | 28,7       | 610              | 21,3                 | Serra de Montánchez |
| Aliseda                  | 81,0       | 1 751            | 21,6                 | Tejo-Salor          |
| Arroyo de la Luz         | 128,1      | 5 663            | 44,2                 | Tejo-Salor          |
| Arroyomolinos            | 115,1      | 844              | 7,3                  | Serra de Montánchez |
| Benquerencia             | 13,3       | 79               | 5,9                  | Serra de Montánchez |
| Botija                   | 18,7       | 187              | 10                   | Serra de Montánchez |
| Cáceres                  | 1 750,3    | 95 418           | 54,5                 |                     |
| Cañaveral                | 86,5       | 1 024            | 11,8                 | Riberos del Tajo    |
| Casar de Cáceres         | 130,5      | 4 516            | 34,6                 | Tejo-Salor          |
| Casas de Don Antonio     | 31,0       | 178              | 5,7                  | Serra de Montánchez |
| Casas de Millán          | 152,9      | 556              | 3,6                  | Riberos del Tajo    |
| Garrovillas de Alconétar | 207,0      | 1 955            | 9,4                  | Tejo-Salor          |
| Hinojal                  | 63,0       | 391              | 6,2                  | Tejo-Salor          |
| Malpartida de Cáceres    | 33,7       | 4 060            | 120,5                | Tejo-Salor          |
| Monroy                   | 204,5      | 920              | 4,5                  | Tejo-Salor          |
| Mirabel                  | 49,3       | 669              | 13,6                 | Riberos del Tajo    |
| Montánchez               | 112,7      | 1 654            | 14,7                 | Serra de Montánchez |
| Santiago del Campo       | 73,3       | 234              | 3,2                  | Tejo-Salor          |
| Sierra de Fuentes        | 25,0       | 1 984            | 79,4                 | Serra de Montánchez |
| Talaván                  | 98,5       | 796              | 8,1                  | Tejo-Salor          |
| Torre de Santa María     | 19,1       | 528              | 27,6                 | Serra de Montánchez |
| Torremocha               | 63,8       | 770              | 12,1                 | Serra de Montánchez |
| Torreorgaz               | 31,0       | 1 675            | 54                   | Serra de Montánchez |
| Torrequemada             | 30,8       | 566              | 18,4                 | Serra de Montánchez |
| Valdefuentes             | 27,0       | 1 147            | 42,5                 | Serra de Montánchez |
| Valdemorales             | 9,9        | 207              | 20,9                 | Serra de Montánchez |
| Zarza de Montánchez      | 36,8       | 529              | 14,4                 | Serra de Montánchez |